# Jhootha Hi Sahi
Jhootha Hi Sahi è una commedia romantica del 2010 diretta da Abbas Tyrewala.

## Trama
Il film racconta la storia di una donna suicida, la cui chiamata "finale" fatta per sbaglio la collega a un uomo che le dà qualcosa per cui vivere.